# Cerura iberica
Cerura iberica és una espècie de lepidòpters ditrisis de la família dels notodòntids (Notodontidae). És una espècie present a la península Ibèrica.

## Descripció
Cerura iberica té les ales anteriors blanques amb línies fosques en ziga-zaga i diverses línies de color ocre, més fosques i definides en les femelles; les ales posteriors són blanques amb línies grises. El cos i les potes estan recoberts de densa pubescència. Les antenes són de color negre amb la base blanca i tenen aspecte filiforme en les femelles i plomós en els mascles.
Els adults volen entre juny i juliol i fan uns 7,5 centímetres d'envergadura. En aquesta fase no s'alimenten, i viuen el temps just d'aparellar-se i dipositar els ous.
L'eruga és de color verd amb una taca de color marró vermellosa. S'alimenta de pollancres (Populus) i salzes (Salix).